# 마스터 (2016년 영화)
《마스터》는 2016년에 개봉한 대한민국의 영화이다.
조의석 감독은 "이병헌이 연기한 최종보스 진회장은 조희팔이 모티브다"라고 밝혔다. 조희팔은 2004년부터 2008년까지 의료기기 대여사업으로 고수익을 챙길 수 있다면서 다수의 투자자들로부터 거액의 투자금을 받아 가로챈 뒤 2008년 12월 중국으로 달아난 사기범이다. 경찰은 5만 명의 피해자가 있으며 자살한 피해자만 30여 명에 이르는 것으로 추산하고 있다.

## 줄거리
지능범죄수사대가 원네트워크를 쫓는다. 회사는 대규모 사기 사건에 연루되어 있다.

## 캐스팅

### 주요 인물
- 이병헌 : 진현필 회장 역 - 본작의 메인 남주인공. 그리고 만악의 근원이자 최종 보스. 희대의 사기범.
- 강동원 : 김재명 역 - 본작의 진 주인공. 지능범죄수사 팀장.
- 김우빈 : 박장군 역 - 본작의 서브 주인공. 타고난 브레인.
- 엄지원 : 신젬마 역 - 본작의 여주인공. 지능범죄수사대 경위.
- 오달수 : 황명준 역 - 검사 출신 엘리트 변호사.
- 진경 : 김엄마 / 김미영 역 - 본작의 서브 악녀.원네트워크 홍보이사.

### 그 외
- 정원중 : 경찰청장 역
- 유연수 : 한상욱 국장 역
- 조현철 : 안경남 역
- 박해수 : 벙거지 역 - 본작의 중간 보스 1.
- 우도환 : 스냅백 역 - 본작의 중간 보스 2.
- 이순원 : 지능범죄수사대 팀원 1 역
- 배정남 : 지능범죄수사대 팀원 2 역
- 정수교 : 지능범죄수사대 팀원 3 역
- 김정우 : 지능범죄수사대 팀원 4 역
- 허형규 : 지능범죄수사대 팀원 5 역
- 주석태 : 피터 킴 역
- 몬저 델 로사리오 : 벤저민 역
- 한창현 : 부장 역
- 김한종 : 환전남 역
- 김원식 : 김비서 역
- 최광제 : 사채 역
- 김재철 : 진회장 수행비서 역
- 장한별 : 고시원 사내 역
- 이도국 : 원네트워크 회원 1 역
- 우지이 : 원네트워크 회원 2 역
- 백송희 : 원네트워크 회원 3 역
- 송요셉 : 원네트워크 회원 4 역
- 최지은 : 원네트워크 회원 5 역
- 김수현 : 원네트워크 회원 7 역
- 서진 : 원네트워크 회원 8 역
- 송영학 : 원네트워크 회원 9 역
- 홍성덕 : 원네트워크 회원 10 역
- 김진만 : 원네트워크 회원 11 역
- 권혁준 : 원네트워크 회원 12 역
- 김금순 : 원네트워크 회원 13 역
- 조은아 : 원네트워크 회원 14 역
- 오민정 : 원네트워크 회원 15 역
- 신정만 : 원네트워크 회원 16 역
- 박창희 : 원네트워크 회원 17 역
- 김은주 : 원네트워크 회원 18 역
- 이승용 : 원네트워크 회원 19 역
- 최윤빈 : 원네트워크 회원 20 역
- 김대현 : 원네트워크 남직원 1 역
- 이동진 : 원네트워크 남직원 2 역
- 장율 : 원네트워크 남직원 3 역
- 한우열 : 원네트워크 남직원 4 역
- 설주미 : 원네트워크 여직원 1 역
- 조수정 : 원네트워크 여직원 2 역
- 노영주 : 사채업자 덩치 역
- 조용재 : 금융정보분석원 직원 1 역
- 강재은 : 금융정보분석원 직원 2 역
- 김태훈 : 황변호사 비서 역
- 박상민 : 김엄마 수행 비서 역
- 김태응 : 기자 1 역
- 이주빈 : 기자 2 역
- 이희성 : 기자 3 역
- 박웅원 : 기자 4 역
- 김지한 : 허종판 도지사 역
- 김성곤 : 진회장 경호원 1 역
- 조현수 : 진회장 경호원 2 역
- 이현수 : 환전소 화교청년 1 역
- 금강산 : 환전소 화교청년 2 역
- 이주영 : 환전소 화교청년 3 역
- 박인규 : 환전소 화교청년 4 역
- 김성현 : 환전소 화교청년 5 역
- 박아정 : 홍보팀 직원 1 역
- 노민아 : 홍보팀 직원 2 역
- 안지희 : 홍보팀 직원 3 역
- 오성현 : 황변로펌 안내직원 1 역
- 강지혜 : 황변로펌 안내직원 2 역
- 송경철 : YTN 앵커 1 역
- 이승민 : YTN 앵커 2 역
- 박서경 : 여기자 역
- 김병옥 : 목소리 역  (우정출연)
- 박정자 : 신 선생 역 (특별출연)